# Michael Barrios
Michael Barrios (Barranquilla, 21 april 1991) is een Colombiaans voetballer die bij voorkeur als middenvelder speelt. In 2015 verruilde hij Uniautónoma FC voor FC Dallas uit de Major League Soccer.

## Clubcarrière
Barrios speelde vier seizoenen bij het Colombiaanse Uniautónoma FC. Daar scoorde hij vijfendertig doelpunten in honderdzesendertig wedstrijden. Tweeëndertig van die doelpunten maakte hij in zijn laatste drie jaar bij de club. Op 19 februari 2015 tekende hij bij FC Dallas. Zijn debuut maakte hij op 8 maart 2015 tegen San Jose Earthquakes.